# Endocarpon
Endocarpon Hedw. (wnętrznik) – rodzaj grzybów z rodziny brodawnicowatych (Verrucariaceae). Ze względu na współżycie z glonami zaliczany jest do grupy porostów.

## Systematyka i nazewnictwo
Pozycja w klasyfikacji według Index Fungorum: Verrucariaceae, Verrucariales, Chaetothyriomycetidae, Eurotiomycetes, Pezizomycotina, Ascomycota, Fungi.
Synonimy nazwy naukowej: Dermatocarpon W. Mann, Endopyreniomyces E.A. Thomas, Leightonia Trevis., Paracarpidium Müll. Arg., Pyrenothamnia Tuck., Pyrenothamniomyces Cif. & Tomas., Rhodocarpon Lönnr.
Nazwa polska według W. Fałtynowicza.

## Niektóre gatunki
- Endocarpon adscendens (Anzi) Müll. Arg. 1881 – wnętrznik okazały
- Endocarpon aridum P.M. McCarthy 1991
- Endocarpon crassisporum P.M. McCarthy & Filson 199
- Endocarpon crystallinum J.C. Wei & Jun Yang 2009
- Endocarpon diffractellum (Nyl.) Gueidan & Cl. Roux 2007
- Endocarpon intestiniforme Körb. 1859
- Endocarpon leptophyllodes Nyl. 1876
- Endocarpon leptophyllum (Ach.) Ach. 1803
- Endocarpon miniatum (L.) P. Gaertn., G. Mey. & Scherb. 1801
- Endocarpon myeloxanthum Breuss 200
- Endocarpon pallidulum (Nyl.) Nyl. 1892
- Endocarpon pseudosubnitescens Breuss 200
- Endocarpon pusillum Hedw. 1788 – wnętrznik zwyczajny
- Endocarpon robustum P.M. McCarthy 1991
- Endocarpon rogersii P.M. McCarthy 1991
- Endocarpon simplicatum (Nyl.) Nyl. 1888
- Endocarpon tenuissimum (Degel.) Lendemer & E.A. Tripp 2013

Nazwy naukowe na podstawie Index Fungorum. Uwzględniono tylko taksony zweryfikowane. Nazwy polskie według checklist W. Fałtynowicza.